# اسماعیل جرجانی
زین‌الدین ابوالفضائل اسماعیل بن حسین جرجانی(۱۰۴۰–۱۱۳۶م) معروف به سید اسماعیل پزشک فیلسوف و دین پژوه ایرانی بود که به عربی و فارسی می‌نوشت. در تقویم ۳۰ فروردین سالروز بزرگداشت این حکیم فرزانه و روز علوم آزمایشگاهی می باشد.
او طبیب دربار قطب الدین محمد در خوارزم شد. مهم‌ترین اثرش در پزشکی ذخیره خوارزمشاهی است.
اهمیّت آثار سیّد اسماعیل جرجانی در این است که پس از چند سده که مجموعه‌های بزرگ پزشکی همچون کامل الصّناعه علی بن عبّاس مجوسی اهوازی و الحاوی و المنصوری محمّد زکریّای رازی و قانون ابن سینا به زبان عربی بود جرجانی به زبان فارسی نوشت و آنان که عربی نمی‌دانستند به آسانی توانستند بهره‌مند گردند.
جرجانی اصطلاحات عربی را هم همراه اصطلاحات فارسی میاورد و در آغاز ذخیره تصریح می‌کند:
«اگرچه این خدمت به پارسی ساخته آمده است لفظ‌های تازی که معروف است و بیشتر مردمان معنی آن دانند و به تازی گفتن سبک‌تر باشد آن لفظ هم به تازی یاد کرده آمد تا از تکلّف دورتر باشد و بر زبان‌ها روان‌تر».

## معرفی اجمالی
برای او القاب و کنیه‌های متفاوتی ذکر کرده‌اند: زین الدین، شرف الدین، ابوابراهیم، ابوالفتح، ابوالفضائل، الامیر السید الامام، علوی حسینی، سپاهانی گرگانی، و طبیب علوی. متأسفانه دربارهٔ سیر زندگی او آگاهی چندانی در دست نیست. برخی زادگاه وی را به اشتباه گرگانج دانسته‌اند در حالی که زادگاه وی باید گرگان (جرجان) باشد چرا که زبان خوارزمی که در گرگانج آن دروان رایج بود با زبان فارسی که در کتاب ذخیره به کار رفته فاصله بسیاری دارد. از طرف دیگر در همان دوران جرجان در ادبیات با همین عنوان شهره بود و نام گرگانج در آثار آن دوران چندان مرسوم نبود. به‌طور مثال در همین دوران عبدالقاهر بن عبدالرحمان ابوبکر جرجانی (۴۰۵/ ۱۰۱۴ –۴۷۴ق/ ۱۰۸۱ق) زبان‌شناس و ادیب (در زبان عربی) ایرانی می‌زیسته که او هم متولد جرجان (گرگان) بوده یا علی بن محمد استرآبادی (۷۴۰–۸۱۶ق) معروف به میر سید شریف جرجانی، از نامداران علم کلام، حکمت و ادب و منطق و از عالمان پرآوازه سده هشتم هجری که دو نام متفاوت او یعنی جرجانی و استر آبادی نیز رواج این اسم را مشخص می‌سازد و هیچ‌کس او را مرتبط با گرگانج در خوارزم نمی‌داند. همچنین او خود در مقدمه ذخیره خوارزمشاهی از ورود خویش به دربار خوارزم در ۵۰۴ ق یاد کرده است و مشخص است که از شهری دیگر به شهر خوارزم سفر کرده است. و در مقدمه ویرایش عربی ذخیره سن خود را هنگام نگارش آن کتاب ۷۰ سال گفته است، می‌توان تولد وی را در ۴۳۴ ق، یا اندکی پس از آن دانست. او احتمالاً مقدمات طب را در گرگان فراگرفت، برخی از محققان او را از شاگردان ابن ابی صادق نیشابوری دانسته‌اند؛ حال آن که جرجانی در ذخیره تنها از ابن ابی صادق نقل کرده است و از عبارت او پیداست که ابن ابی صادق را شخصاً نمی‌شناخته است.
بزرگداشت:در تقویم ایران سی ام فروردین ماه روز بزرگداشت حکیم جرجانی و روز علوم آزمایشگاهی نام گذاری شده است.

## ذخیره خوارزمشاهی
وی رسالهٔ طبی مفصلی به فارسی نوشت به نام ذخیره خوارزمشاهی، که احتمالاً اندکی پس از ۱۱۱۰ میلادی، برای قطب‌الدین محمد (پادشاهی‌اش از ۱۰۹۷ تا ۱۱۲۷ میلادی)، تألیف شده است. احتمالاً این نخستین دائرةالمعارف طبی بود که به جای عربی به فارسی نوشته می‌شد و از کتب پایه و جامع در پزشکی سنتی امروز است.
ذخیره شامل قریب ۷۵۰۰۰۰ واژه، در نه کتاب (۷۵ باب، ۱۱۰۷ فصل) است، و کتاب دهمی به نام کتاب قرابادین بعداً بدان ضمیمه شده است. برای جانشین قطب‌الدین، اتسز (پادشاهی‌اش از ۱۱۲۷ تا ۱۱۵۶ میلادی)، رساله دیگری نوشت به نام اَغراض الطب که (بیشتر براساس ذخیره بود) و در حدود ۱۱۲۷–۱۱۳۵میلادی، به اتمام رسید. خلاصه‌ای از ذخیره را مترجم ناشناسی به عبری ترجمه کرد. این امر بسیار مهم است، چون از آثار طبی فارسی عملاً هیچ ترجمهٔ دیگری به عبری وجود ندارد.

### تصالب اعصاب بینایی

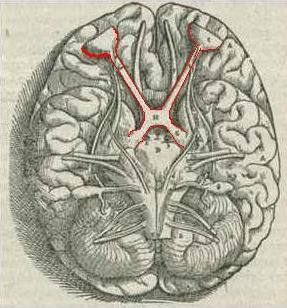
تصالب اعصاب چشمی در مغز انسان که توسط ابن هیثم و اسماعیل جرجانی کشف شد

اولین بار ابن هیثم در قرن ۱۱ میلادی نظریه تصالب (عوض شدن) اعصاب چشم‌های راست و چپ قبل از رسیدن به مغز را بیان کرد و اسماعیل جرجانی در قرن ۱۲ میلادی این نظریه را تکمیل کرد.

## سایر آثار
مشخص نیست سایر آثار جرجانی ابتدا به فارسی نوشته شده، یا عربی یا به هر دو زبان یا به چه زبانی. در زیر نام و مشخصات چند اثر دیگر وی ذکر شده است:
1. التذکره االاشرفیه فی‌الصناعه الطبیه: مجموعه‌ای است طبی که آن را به علاءالدین پسر ایل ارسلان اهدا کرد.
2. خفی علایی: در ۱۱۱۳میلادی، خلاصه فشرده‌ای از التذکره را در دو کتاب تکمیل کرد و آن را خفی علایی نام نهاد.
3. المُنَـبٍه: یک رساله فلسفی که در آن پوچی تمایلات دنیوی را بیان کرده است.
4. الاغراض الطبیه و المباحث العلائیه.
5. کتاب فی حفظ الصیحات (کتاب حفظ سلامتی).
6. کتاب آناتومی.
7. زبده الطب بحث طب و داروشناسی (عربی).
8. تذکره الاشرافیه فی اسناح الطبیه، ترجمه عربی همان خفی علایی.
9. الطب الملکوکی.
10. الذخیره الخوارزمشاهیه، همان ذخیره خوارزمشاهی به عربی.
11. یادگار، در دانش پزشکی و داروسازی.

## آثار در علم اخلاق
1. الرساله المنبه، کتاب اخلاق و مقاومت در برابر امیال.
2. کتاب تدبیر الیوم و لیله.
3. کتاب نامه.
4. الجاویه الطبیه و المباحث العلیه.

## آثار فلسفی
1. فی القیاس
2. فی التحلیل
3. الکاظمیه
4. کتاب فی الرد الفلسفه